# Fintry
Fintry ist ein kleines Dorf im Zentrum Schottlands, eingebettet in das Strath von Endrick Water zwischen den Campsie Fells und den Fintry Hills, etwa 30 km nördlich von Glasgow. Das Dorf liegt innerhalb des Bezirks von Stirling, wo es eine der 42 Community Council Areas bildet. Die Zensusergebnisse von 2001 zeigen, dass Fintry und der umgebende ländliche Raum gemeinsam eine Population 691 haben.
Fintrys Geschichte ist eng verbunden mit derselben des Culcreuch Castle. Im heutigen Fintry gab es im frühen siebzehnten Jahrhundert eine Siedlung namens „Culcreuch“ und eine Mühle. 1642 wurde eine Kirche errichtet.
Da in der Mühle dringend Arbeiter benötigt wurden, wuchs das Dorf schnell. 1823 wurde eine neue Kirche errichtet, die die alte ummantelte.

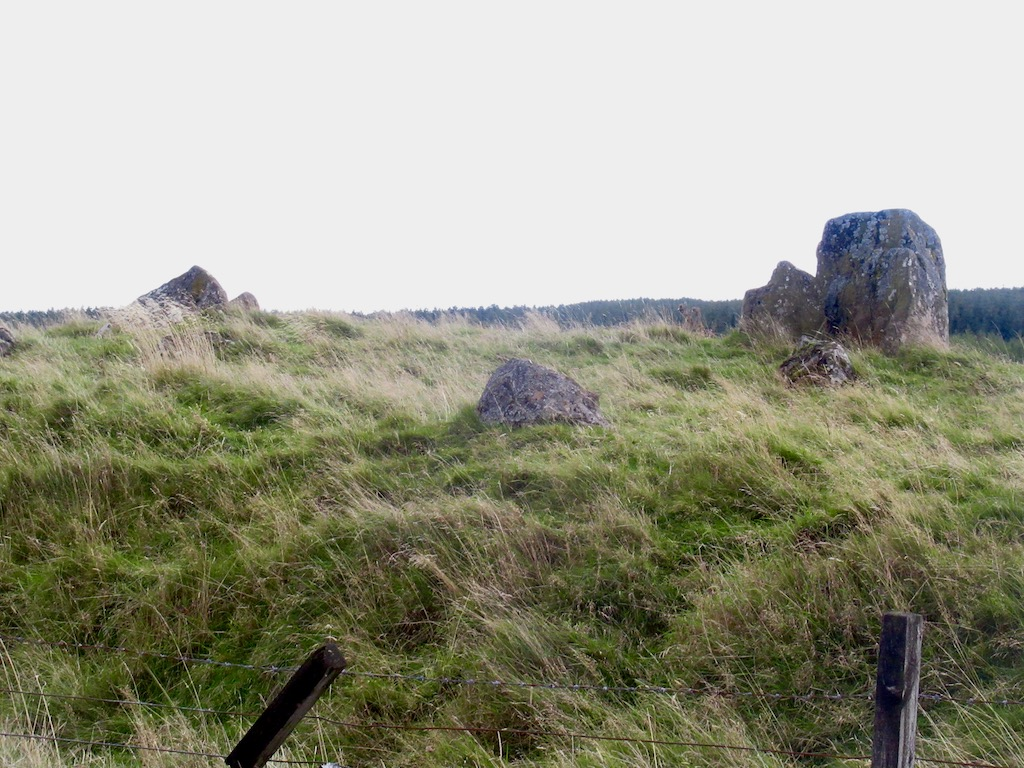
Die Gowk Stanes (dt. Kuckuckssteine) von Fintry

## Anlagen
Das Dorf hat einen Sportverein mit Rugbyfeldern. Fintry hat eine Grundschule mit einem verbundenen Kindergarten. Es hat mit Culcreuch Castle auch ein Hotel, das Behausung von der größten Fledermauskolonie in Großbritannien ist.